# Прилюк Дмитро Михайлович
Дмитро́ Миха́йлович Прилю́к (8 листопада 1918, Божиківці — 22 вересня 1987, Київ) — український публіцист, письменник, педагог, член Спілки письменників СРСР, один з фундаторів українського журналістикознавства, доктор філологічних наук, професор Київського державного університету, декан факультету журналістики. Кандидат у члени ЦК КПУ в 1952—1954 роках і в 1956—1960 р. Член Ревізійної Комісії КПУ в 1954—1956 р.

## Біографія
Народився 8 листопада 1918 року в селі Божиківцях (нині Деражнянського району Хмельницької області) в багатодітній бідняцькій родині. Навчався в школі, де був активістом і в навчанні, і в житті громади. У 1930–1931 навчальному році в школі утворилась піонерська організація. Дмитро Прилюк був одним з перших піонерів як найкращий учень, потім піонервожатим, а з 8 по 10 класи — платним піонервожатим. Навчаючись в школі, він дописував до газет.
Закінчивши Божиковецьку десятирічку, Дмитро Прилюк за направленням редакції місцевої газети «За соціалістичну перебудову» та райкому комсомолу у 1932 році вступає до Українського комуністичного інституту журналістики в Харкові, який закінчив у 1940 році.
Член ВКП(б) з 1940 року.
У 1940—1941 роках навчався у аспірантурі Харківського державного університету імені Горького. У 1941 році працював відповідальним редактором харківської обласної молодіжної газети «Ленінська зміна».
Брав участь у німецько-радянській війні. У 1941 році працював співробітником особливого відділу, контролером військової цензури Південно-Західного фронту; співробітником управління НКВС міста Куйбишева, РРФСР. Молодший лейтенант Прилюк воював на Південно-Західному та Калінінському фронтах, як замполіт роти. Після навчання у військовому училищі знову на фронтах війни. Нагороджений орденом Вітчизняної війни 1 ступеня, медалями.
По закінченні війни — на журналістській роботі. З жовтня 1945 року працював на Полтавщині, в редакції обласної газети «Зоря Полтавщини»: у 1945—1947 роках — власний кореспондент, у 1947—1948 роках — завідувач відділу партійного життя, у 1948—1950 роках — заступник відповідального редактора.
У 1950—1953 роках — відповідальний редактор вінницької обласної газети «Вінницька правда». У 1953 — січні 1954 року — консультант відділу пропаганди і агітації ЦК КПУ.
У січні 1954—1956 роках — відповідальний редактор київської обласної газети «Київська правда».
У лютому 1956 — серпні 1958 року — відповідальний редактор республіканської газети «Колгоспне село» (тепер «Сільські вісті»).
Упродовж досить нетривалого періоду Д. М. Прилюк зріс від кореспондента обласної газети до керівника республіканського друкованого органу. У квітні 1958 року його діяльність відзначена орденом Трудового Червоного Прапора та Малою Золотою медаллю Всесоюзної сільськогосподарської виставки.
У 1958 році перейшов на викладацьку роботу в Київський державний університет імені Т. Шевченка, де на факультеті журналістики працював майже 30 років. З 1963 року — доцент, у 1978—1987 — професор. У 1965—1971 — завідувач кафедри журналістської майстерності і літературного редагування. У 1972—1984 — завідувач кафедри теорії і практики партійно-радянської преси. У 1965—1969 роках і в 1972—1982 роках — декан факультету журналістики.
За цикл нарисів, надрукованих у газеті «Сільські вісті», у 1976 році удостоєний Республіканської премії імені Я. Галана.

Могила Дмитра Прилюка

Помер 22 вересня 1987 року. Похований в Києві на Байковому кладовищі. Автори надгробка — скульптор С. С. Андрійченко і архітектор Н. М. Шило.

## Творчість
Автор:
- збірок:
  - «Уроки» (1956);
  - «У братньому Китаї» (1957);
  - «Здорові будьте, люди» (1960);
  - «Село на нашій Україні» (1961);
  - «Шукачі скарбу» (1961);
- книжок гуморесок та фейлетонів:
  - «Дозвольте запевнити!» (1958);
  - «На здоров'ячко!» (1962);
  - «Давні знайомі» (1964);
- книжки балад і сказань «Вічність» (1964);
- книжки балад у прозі «Одвічне» (1967);
- оповідань для дітей «Безсмертя батьків» (1970);
- романів:
  - «Де ти, поле?» (1971);
  - «Повноколосся» (1977);
- повістей:
  - «Земносили» (1979);
  - «Ми були молоді» (1980).
- наукових праць:
  - «Мистецтво писати» (1969);
  - «Теорія і практика журналістської творчості» (1973);
  - «Спостереження і дослідження фактів журналістом» (1974).

## Нагороди
- орден Вітчизняної війни І ст.
- орден Трудового Червоного Прапора (26.02.1958)
- медалі

## Вшанування пам'яті

Меморіальна дошка

У місті Деражні і селі Божиківцях Хмельницької області його ім'ям названі вулиці. У Божиковецькій сільській бібліотеці відкрито музей, де щороку, 8 листопада, проводяться Прилюківські читання.
У 1991 році в Києві, на будинку, що на вулиці Марії Заньковецької, № 7, де з 1976 по 1987 рік жив і працював письменник, встановлено бронзову меморіальну дошку (горельєф, скульптор Семен Андрійченко, архітектор К. Н. Сидоров).
У серії «Золоті імена української журналістики» Національна спілка журналістів України видала збірник публіцистики «Уроки Дмитра Прилюка. Спогади, літературні твори» (Київ: ДП «Експрес-об'ява», 2015), автор-упорядник видання — Михайло Сорока.
18 травня 2011 року Хмельницька обласна рада на четвертій сесії ухвалила рішення про обласну премію імені Дмитра Прилюка за найкращу публіцистичну роботу в галузі журналістики. Премія присуджується щорічно до Дня журналіста — 6 червня в сумі 10 (десять) тисяч гривень.
8 листопада 2018 року на державному рівні в Україні відзначається пам'ятна дата — 100 років з дня народження Дмитра Прилюка (1918—1987), журналіста, письменника, публіциста, вченого, педагога, засновника українського журналістикознавства.